# Pablo Guarda
Pablo Guarda Barros (Viña del Mar, 25 de julio de 1956) es un ingeniero y empresario chileno, ex gerente general de la Compañía General de Electricidad (CGE).
Se formó como ingeniero civil mecánico en la Universidad de Chile de la capital. Posteriormente cursó un diplomado de posgrado en administración de empresas en la Universidad Adolfo Ibáñez.
En el año 1979 ingresó como ingeniero de proyectos al holding Sigdo Koppers. Al tiempo pasó al área de estudios, tocándole participar del proceso de adquisición de la distribuidora de energía Emec a la Empresa Nacional de Electricidad (Endesa), en 1986, firma donde llegaría a ocupar el cargo de gerente general por espacio de ocho años.
En paralelo cumplió funciones como director de la Asociación de Empresas de Servicio Público.
El 1 de enero de 2000 'saltó' a la gerencia de organización y control de gestión de CGE. Previamente, en 1999, este grupo había tomado control de Emec.
Tras ejercer como gerente de planificación y desarrollo corporativo pasó a la gerencia general de la matriz, la cual ocupó entre 2007 y comienzos de 2012.